# Mercedes-Benz C11
Mercedes-Benz C11 — прототип групи C, представленим для Чемпіонату світу зі спортивних автомобілів 1990 року. Гоночний автомобіль, побудований компанією Sauber Motorsport у Швейцарії, був подальшим розвитком Sauber C9 і комплектувався п'ятилітровим V8 Mercedes-Benz M 119 HL з подвійним турбонаддувом, гоночна версія M 119 ("HL" означає для високої продуктивності) вже використовувалася в попередній моделі, яка була додатково збільшена в продуктивності для C11. Це був перший раз після W 196 1955 року, коли Mercedes відмовився від автоспорту, гоночний автомобіль отримав офіційну назву «Mercedes-Benz».

## Двигуни
- Mercedes-Benz M119 4,973 см3 HL 90° 5.0L Turbo V8 Twin KKK Turbos Mid 730-850 к.с. при 7000 об/хв
- Mercedes-Benz M119 4,973 см3 HL 90° 5.0L Turbo V8 Twin KKK Turbos Mid 950-960 к.с. при 7000 об/хв (необмежений)